# 墨西哥统一社会党

墨西哥统一社会党标志

墨西哥统一社会党（西班牙語：Partido Socialista Unificado de México，缩写为PSUM）是墨西哥的一个已不存在的共产主义政党。该党成立于1981年11月5日，由墨西哥共产党、墨西哥人民党、社会主义行动和团结运动以及人民行动运动等4个组织合并而成。
1982年3月，该党召开第一次代表大会，通过纲领，宣称以科学社会主义为指导思想，致力于建设一个工人阶级和一切城乡体力、脑力劳动者的政党。认为墨西哥已形成金融资本和垄断集团占统治地位的资本主义生产关系，大资产阶级已失去反帝性，党的斗争目标是用革命手段使资本主义变为社会主义，消灭剥削制度和一切形式的压迫。建立工人民主政权，实行广泛的自治制度和直接的、由多数人决定一切的社会主义民主。在国际问题上，主张世界和平，反对军备竞赛，支持民族解放运动。在国际共运中强调独立自主，反对干涉他党内政。
在1981年11月7日墨西哥大选中，该党推举原墨西哥共产党总书记贝尔杜戈为总统候选人参加竞选，获得90万张选票和17个议席，成为全国第三大党。
该党党员约20万。最高权力机关是代表大会，选举产生中央委员会和政治委员会，总书记每3年改选一次，任期不得超过6年。
1987年3月29日，该党和墨西哥工人党合并为墨西哥社会党。1989年5月5日，墨西哥社会党和革命制度党内部的左翼异见派联合建立民主革命党；同月14日，墨西哥社会党解散。
该党曾参加拉美社会主义协调。